# Nemijlocire imperială

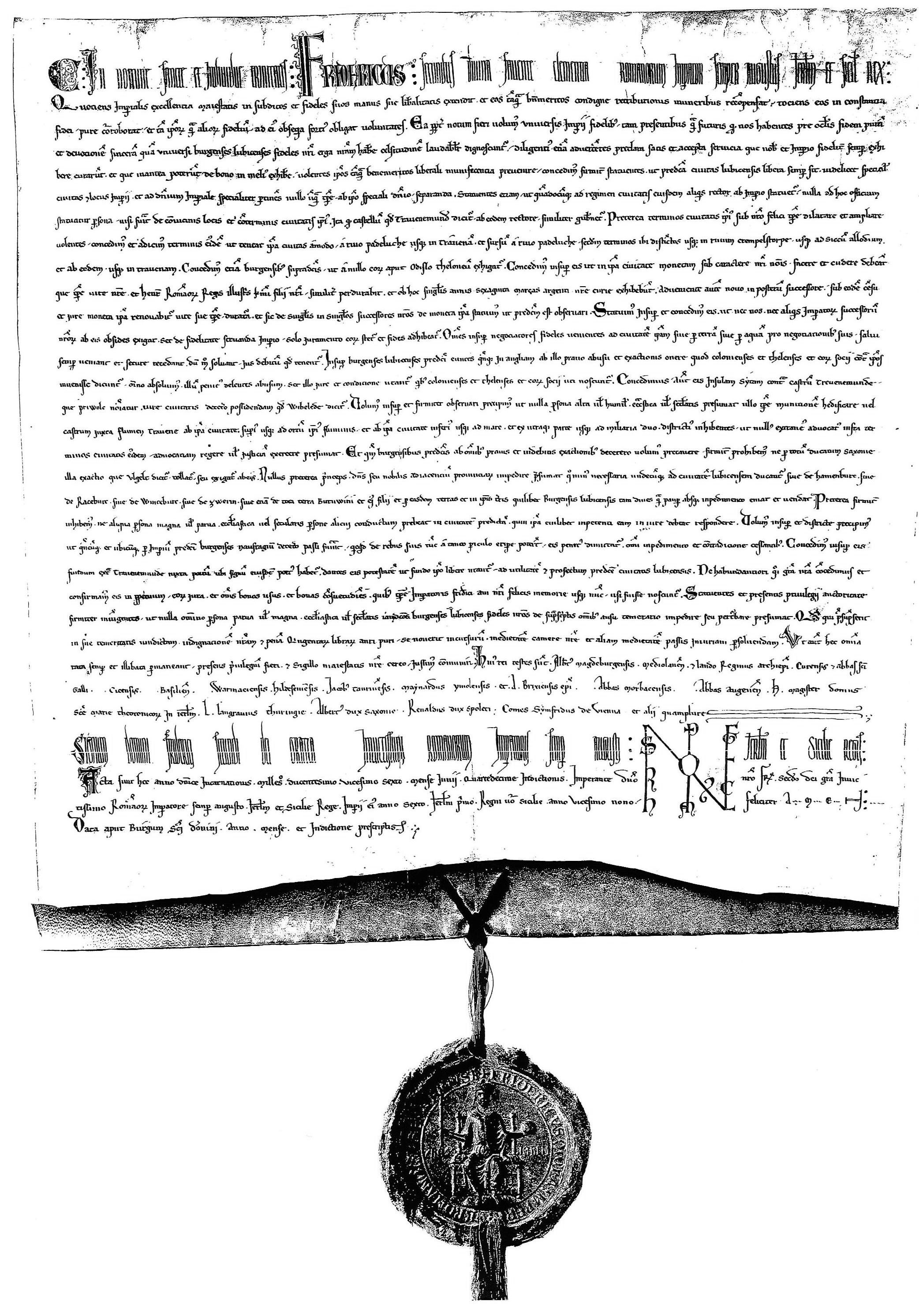
Lübeck Reichsfreiheitsbrief („scrisoare imperială de libertate de la Lübeck”) din 1226

Nemijlocirea imperială (în germană Reichsunmittelbarkeit) a fost o instituție juridică în Sfântul Imperiu Roman în Evul Mediu târziu și Epoca Modernă timpurie, care prevedea pentru persoanele juridice beneficiare subordonarea directă (nemijlocită) împăratului. Stările care se bucurau de această prerogativă au fost definite cu termenul de „stări imediate”. Ele beneficiau de fapt de drepturi similare celor ale suveranilor. Cea mai mare parte a stărilor imediate aveau un loc și drept de vot în Dieta imperială.
Existau trei grupuri distincte de persoane și entități subordonate direct împăratului:
1. cei care aveau dreptul de a participa personal la dieta imperială,
2. cei care aveau dreptul de a participa la dieta imperială doar prin reprezentați ai entităților din care făceau parte,
3. cei care nu au puteau participa la dieta imperială.

Primul grup includea principii electori, alți prinți imperiali, principii-episcopi și principii-abați (în mod individual). Al doilea grup includea conții și stăpânii liberi, orașele imperiale și abații subordonați direct împăratului. Toți aceștia împreună formau stările Imperiale.
Al treilea grup includea cavalerii imperiali, o serie de mănăstiri (în principal mănăstiri pentru călugărițe) și unele localități ori sate imperiale subordonate direct împăratului, dar care nu aparțineau stărilor imperiale. Toți aceștia erau vasali direcți ai împăratului, iar teritoriile lor formaseră domeniile coroanei în Evul Mediu fiind semnificativ mai numeroase la acea vreme decât în perioada de la sfârșitul imperiului. În multe cazuri nemijlocirea imperială a unei localități sau mănăstiri era contestată deoarece principii din vecininătate urmăreau să anexeze teritoriile acestora.
În 1803 odată cu Reichsdeputationshauptschluss, nemijlocirea imperială a principatelor episcopale, a mănăstirilor imperiale și (cu câteva excepții) a orașelor imperiale a luat sfârșit, ele fiind mediatizate. În anii următori majoritatea teritoriilor cavalerilor, comitatelor și principatelor mai mici și-au pierdut nemijlocirea imperială devenind subordonate principatelor suverane mai mari. Odată cu dispariția imperiului în 1806 acest statut imperial a încetat să mai existe.